# Kalyanavati
Kalyanavati fou reina de Polonnaruwa (1202-1208), vídua de Nissanka Malla, i sens dubte de sang reial.
El general Ayasmanta va donar un cop d'estat i va deposar Sahassa Malla, posant nominalment al tron a Kalyanavati, però conservant el poder efectiu plenament en les seves pròpies mans. El seu regnat fou pacífic i dedicat a la religió. Va construir un vihara a un lloc anomenat Pannasalaka al que va donar el seu propi nom; Ayasmanta va construir també un vihara i una pirivena de nom Sarajakula-vaddhana a Weligama; ell mateix també va publicar un tractat sobre les castes anomenat Dhammadhikarana ("Normes de practica") delimitant les castes entre elles.
Les referències històriques no indiquen com va ser el final del seu regne per`p cal suposar que fou deposada per Ayasmanta. El successor fou Dhammasoka, un infant de tres anys d'ascendència no assenyalada al Mahavansa, però que el Pujavaliya diu que era fill d'Anikanga, sota regència d'Ayasmanta.